# Shirley Strickland
Shirley Barbara Strickland, puis Shirley Strickland de la Hunty, née le 18 juillet 1925 et morte le 11 février 2004, était une athlète australienne. Elle est l'athlète d'Australie à avoir remporté le plus de médailles olympiques.

## Biographie
Strickland est née à Perth en Australie occidentale et diplômée de l'University of Western Australia en science en 1945 et en physique en 1946. Ce n'est qu'en 1947 qu'elle se concentra, avec succès, sur l'athlétisme. Championne nationale en 1948 sur 80 m haies, elle faisait partie de la délégation australienne aux Jeux olympiques d'été de 1948 à Londres. Là-bas, elle remportait le bronze sur 100 m et sur 80 m haies et l'argent en relais 4 × 100 m avec June Maston, Elizabeth McKinnon et Joyce King.
Après avoir remporté trois médailles d'or aux jeux de l'Empire britannique de 1950, elle remportait son premier titre olympique aux Jeux olympiques de 1952 à Helsinki. Elle gagnait sur 80 m haies en améliorant le record du monde (10 s 9). Un mauvais passage de témoin lui coûta certainement le titre en relais 4 × 100 m. Sur 100 m, elle terminait encore troisième.
En 1955, elle battait le record du 100 en 11 s 3 et aux Jeux olympiques de 1956 à Melbourne, elle remportait le titre sur 80 m haies et en relais avec Norma Croker, Fleur Mellor et Betty Cuthbert.
Elle a porté la torche olympique lors de la cérémonie d'ouverture des Jeux olympiques de 2000 à Sydney. Elle portait la torche dans le stade lors du dernier tronçon peu avant que Cathy Freeman n'allume la flamme olympique.
Son corps a été retrouvé le 16 février 2004 sur le sol de sa cuisine avec des éléments prouvant qu'elle était décédée cinq jours plus tôt, le soir du 11 février. Il n'y eut pas d'autopsie approfondie et le médecin légiste dit que la cause était incertaine même si la famille évoqua un infarctus du myocarde causé par le stress.
En 2014, elle est intronisée au Temple de la renommée de l'IAAF.

## Palmarès

### Jeux olympiques d'été
- Jeux olympiques d'été de 1948 à Londres ( Royaume-Uni)
  -  Médaille de bronze sur 100 m
  - 4e sur 200 m
  -  Médaille de bronze sur 80 m haies
  -  Médaille d'argent en relais 4 × 100 m
- Jeux olympiques d'été de 1952 à Helsinki ( Finlande)
  -  Médaille de bronze sur 100 m
  -  Médaille d'or sur 80 m haies
  - 6e en relais 4 × 100 m
- Jeux olympiques d'été de 1956 à Melbourne ( Australie)
  -  Médaille d'or sur 80 m haies
  -  Médaille d'or en relais 4 × 100 m

### Jeux de l'Empire britannique
- Jeux de l'Empire britannique 1950 à Auckland ( Nouvelle-Zélande)
  -  Médaille d'argent sur 100 yard
  -  Médaille d'argent sur 220 yard
  -  Médaille d'or sur 80 m haies
  -  Médaille d'or en relais 440 yard
  -  Médaille d'or en relais 660 yard

## Records
- record du monde du 100 m en 11 s 3, le 4 août 1955 à Varsovie (amélioration du record détenu par Marjorie Jackson, sera battu par Wilma Rudolph)
- record du monde du 80 m haies en 11 s 0, le 23 juillet 1952 à Helsinki (amélioration du record détenu par Fanny Blankers-Koen)
- record du monde du 80 m haies en 10 s 9, le 24 juillet 1952 à Helsinki (amélioration de son précédent record, sera égalé par Maria Golubnichaya et battu par Galina Yermolenko)
- record du monde du relais 4 × 100 m avec Marjorie Jackson, Verna Johnston et Winsome Cripps en 46 s 1, le 27 juillet 1952 à Helsinki (amélioration du record du relais allemand composé de Albus-Dörffeldt-Dollinger-Krauss, sera battu le relais américain composé de Faggs-Hardy-Moreau-Jones).
- record du monde du relais 4 × 100 m avec Norma Croker, Fleur Mellor et Betty Cutbert en 44 s 9, le 1er décembre 1956 à Melbourne (amélioration du record du relais allemand composé de Fisch-Köhler-Stubnick-Mayer, égalé dans la même course par un autre relais allemand composé de Sander-Köhler-Stubnick-Mayer).
- record du monde du relais 4 × 100 m avec Norma Croker, Fleur Mellor et Betty Cutbert en 44 s 5, le 1er décembre 1956 à Melbourne (amélioration du record établi le jour même au tour précédent, sera battu par un relais américain composé de Williams-Jones-Hudson-Rudolph).

## Sources
- (en) Cet article est partiellement ou en totalité issu de l’article de Wikipédia en anglais intitulé « Shirley Strickland » (voir la liste des auteurs).